# 山案座WX
山案座WX，又名CP-73 316，HD 37993、SAO 256208、HR 1964，是山案座的一颗恒星，视星等为5.78，位于銀經284.9，銀緯-31.3，其B1900.0坐标为赤經5h 37m 14.1s，赤緯-73° -31.3′ 2″。